# Daniel Bernoulli
Daniel Bernoulli (8. únor 1700, Groningen – 17. březen 1782, Basilej) byl v Nizozemí narozený švýcarský fyzik a matematik, zakladatel hydrodynamiky. Je jedním z členů rodiny významných švýcarských matematiků a fyziků, syn Johanna Bernoulliho.

## Život
Mládí strávil v Basileji, kde roku 1721 dokončil studium medicíny. Roku 1725 dostal pozvání z Ruska, aby se zde stal profesorem matematiky v petrohradské Akademii věd. V roce 1733 Bernoulli odešel z Ruska, protože tam začala krutovláda carevny Anny Ivanovny. Cestoval a přednášel matematiku, botaniku, fyziku a anatomii na univerzitách v Basileji a v Groningenu.

## Dílo
Hydrodynamica (1738) – ve svém stěžejním díle shrnul všechny své výsledky experimentálního i teoretického studia kapalin, včetně Bernoulliho rovnice, která popisuje proudění tekutin. Touto prací položil základy hydrodynamiky. V dodatku ke knize se věnoval i plynům. Vytvořil první kinetickou teorii plynů. Plyny považoval za „pružnou kapalinu“ z částic a pro jejich popis použil teorii pravděpodobnosti. Odvodil z úvah o mikroskopické struktuře plynů makroskopické rovnice popisující jejich chování při změnách teploty a tlaku.
Roku 1738 formuloval slavný petrohradský paradox, týkající se rozhodování za nejistoty.